# Ponson-Dessus
Pour les articles homonymes, voir Ponson (homonymie).
Ponson-Dessus (en béarnais Ponson-Dessús ou Pounsoû-Dessus) est une commune française située dans le département des Pyrénées-Atlantiques, en région Nouvelle-Aquitaine.
Le gentilé est Ponsonais.

## Géographie

### Localisation
La commune de Ponson-Dessus se trouve dans le département des Pyrénées-Atlantiques, en région Nouvelle-Aquitaine.
Elle se situe à 34 km par la route de Pau, préfecture du département, et à 20 km de Pontacq, bureau centralisateur du canton des Vallées de l'Ousse et du Lagoin dont dépend la commune depuis 2015 pour les élections départementales.
La commune fait en outre partie du bassin de vie de Vic-en-Bigorre.
Les communes les plus proches sont : 
Ponson-Debat-Pouts (2,0 km), Oroix (2,5 km), Séron (3,8 km), Tarasteix (3,8 km), Escaunets (4,0 km), Aast (4,1 km), Pintac (4,9 km), Montaner (5,0 km).
Sur le plan historique et culturel, Ponson-Dessus fait partie de la province du Béarn, qui fut également un État et qui présente une unité historique et culturelle à laquelle s’oppose une diversité frappante de paysages au relief tourmenté.

### Communes limitrophes
Les communes limitrophes sont  Aast, Ger, Oroix, Ponson-Debat-Pouts, Saubole, Séron et Tarasteix.
| Séron (Hautes-Pyrénées)      | Ponson-Debat-Pouts | Tarasteix (Hautes-Pyrénées) |
| Saubole (par un quadripoint) | Ponson-Dessus      | Oroix (Hautes-Pyrénées)     |
| Aast                         | Ger                |                             |

### Hydrographie

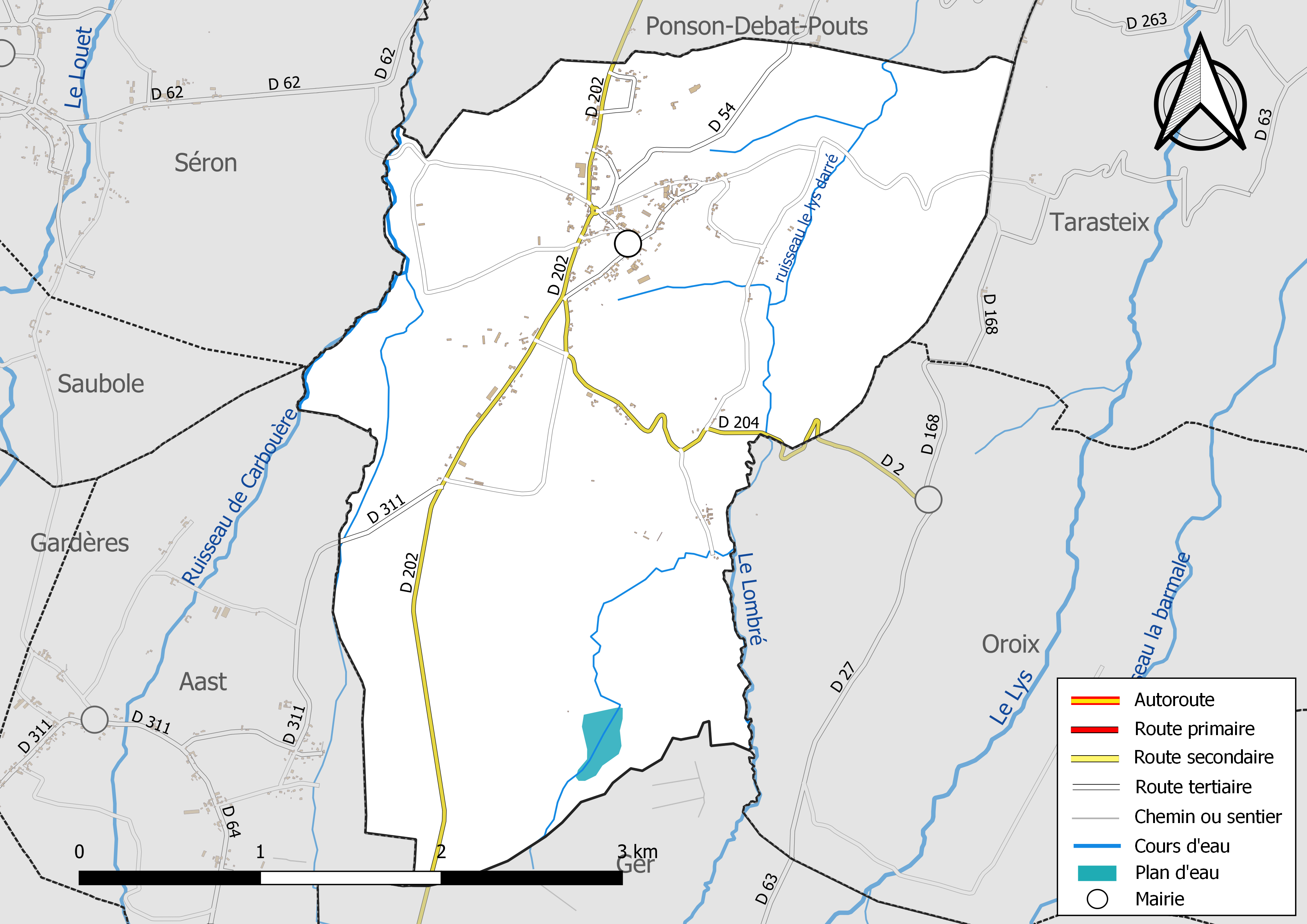
Réseaux hydrographique et routier de Ponson-Dessus.

La commune est drainée par le ruisseau de Carbouère, le ruisseau le Lys Darré et par divers petits cours d'eau, constituant un réseau hydrographique de 11 km de longueur totale,.

### Climat
Pour des articles plus généraux, voir Climat de la Nouvelle-Aquitaine et Climat des Pyrénées-Atlantiques.
Historiquement, la commune est exposée à un climat de montagne.  
En 2020, Météo-France publie une typologie des climats de la France métropolitaine dans laquelle la commune est toujours exposée à un climat de montagne et est dans la région climatique Pyrénées atlantiques, caractérisée par une pluviométrie élevée (>1 200 mm/an) en toutes saisons, des hivers très doux (7,5 °C en plaine) et des vents faibles.
Pour la période 1971-2000, la température annuelle moyenne est de 12,6 °C, avec une amplitude thermique annuelle de 14,2 °C. Le cumul annuel moyen de précipitations est de 1 136 mm, avec 10,3 jours de précipitations en janvier et 8,1 jours en juillet. Pour la période 1991-2020, la température moyenne annuelle observée sur la station météorologique la plus proche, située sur la commune de Ger à 7 km à vol d'oiseau, est de 12,4 °C et le cumul annuel moyen de précipitations est de 1 344,5 mm,. Pour l'avenir, les paramètres climatiques de la commune estimés pour 2050 selon différents scénarios d’émission de gaz à effet de serre sont consultables sur un site dédié publié par Météo-France en novembre 2022.

### Milieux naturels et biodiversité
L’inventaire des zones naturelles d'intérêt écologique, faunistique et floristique (ZNIEFF) a pour objectif de réaliser une couverture des zones les plus intéressantes sur le plan écologique, essentiellement dans la perspective d’améliorer la connaissance du patrimoine naturel national et de fournir aux différents décideurs un outil d’aide à la prise en compte de l’environnement dans l’aménagement du territoire.
Une ZNIEFF de type 1 est recensée sur la commune, : 
le « lac du Louet et ruisseau de Louet Daban en amont » (152,56 ha), couvrant 6 communes dont 4 dans les Pyrénées-Atlantiques et 2 dans les Hautes-Pyrénées.

## Urbanisme

### Typologie
Au 1er janvier 2024, Ponson-Dessus est catégorisée commune rurale à habitat dispersé, selon la nouvelle grille communale de densité à sept niveaux définie par l'Insee en 2022.
Elle est située hors unité urbaine et hors attraction des villes,.

### Occupation des sols

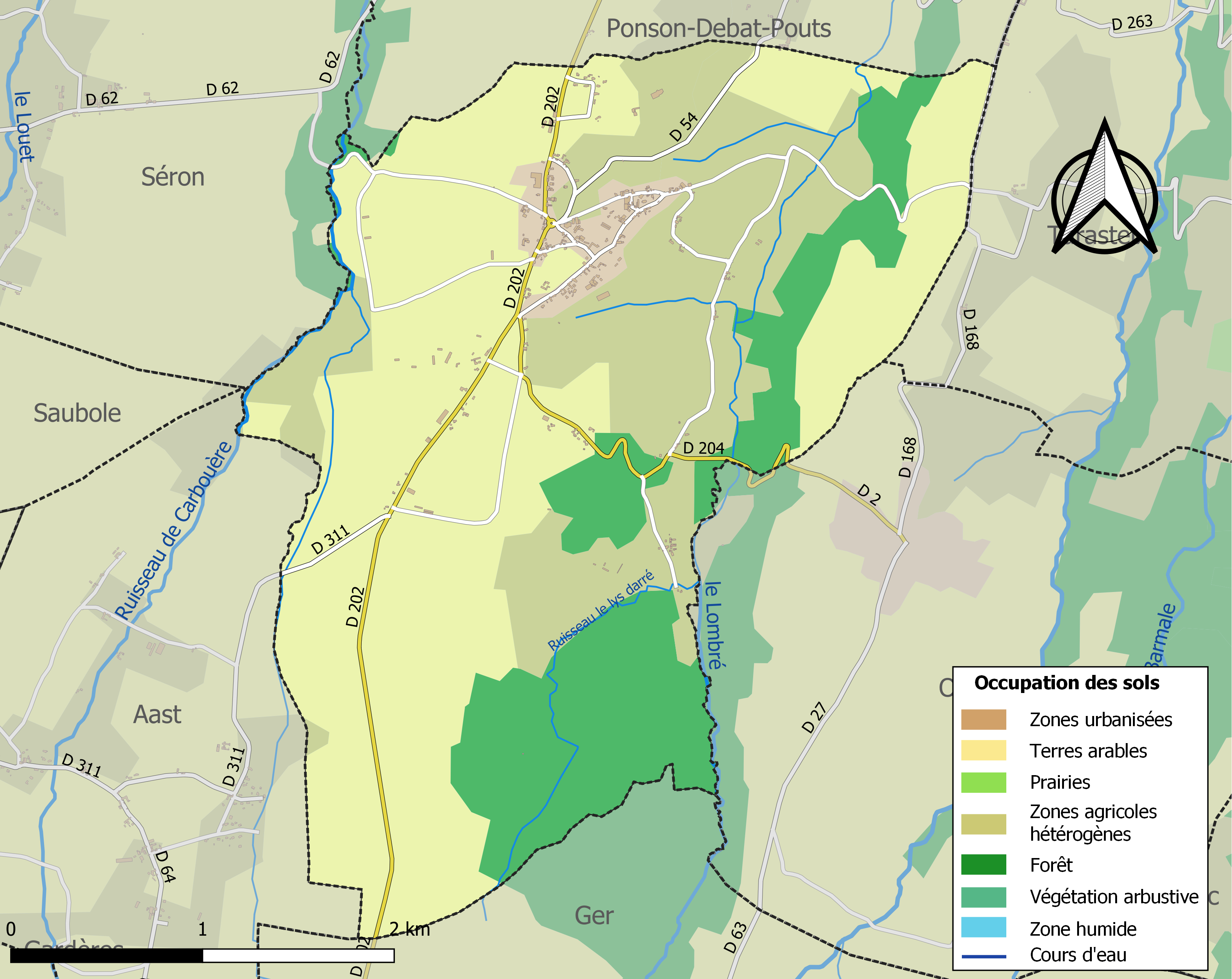
Carte des infrastructures et de l'occupation des sols de la commune en 2018 (CLC).

L'occupation des sols de la commune, telle qu'elle ressort de la base de données européenne d’occupation biophysique des sols Corine Land Cover (CLC), est marquée par l'importance des territoires agricoles (78,1 % en 2018), en diminution par rapport à 1990 (79,9 %). La répartition détaillée en 2018 est la suivante : 
terres arables (51,5 %), zones agricoles hétérogènes (26,6 %), forêts (18,9 %), zones urbanisées (3 %). L'évolution de l’occupation des sols de la commune et de ses infrastructures peut être observée sur les différentes représentations cartographiques du territoire : la carte de Cassini (XVIIIe siècle), la carte d'état-major (1820-1866) et les cartes ou photos aériennes de l'IGN pour la période actuelle (1950 à aujourd'hui).

### Lieux-dits et hameaux
- Boscq ;
- Candele ;
- Hos ;
- Lanne Dessus ;
- Saint-Laurent.

### Voies de communication et transports
La commune est desservie par les routes départementales D 54, D 202, D 204 et D 311.

### Risques majeurs
Le territoire de la commune de Ponson-Dessus est vulnérable à différents aléas naturels : météorologiques (tempête, orage, neige, grand froid, canicule ou sécheresse), inondations et séisme (sismicité modérée). Un site publié par le BRGM permet d'évaluer simplement et rapidement les risques d'un bien localisé soit par son adresse soit par le numéro de sa parcelle.
Certaines parties du territoire communal sont susceptibles d’être affectées par le risque d’inondation par une crue à  débordement lent de cours d'eau, notamment le Lombré et le ruisseau de Carbouère. La commune a été reconnue en état de catastrophe naturelle au titre des dommages causés par les inondations et coulées de boue survenues en 1982, 2009 et 2011,.

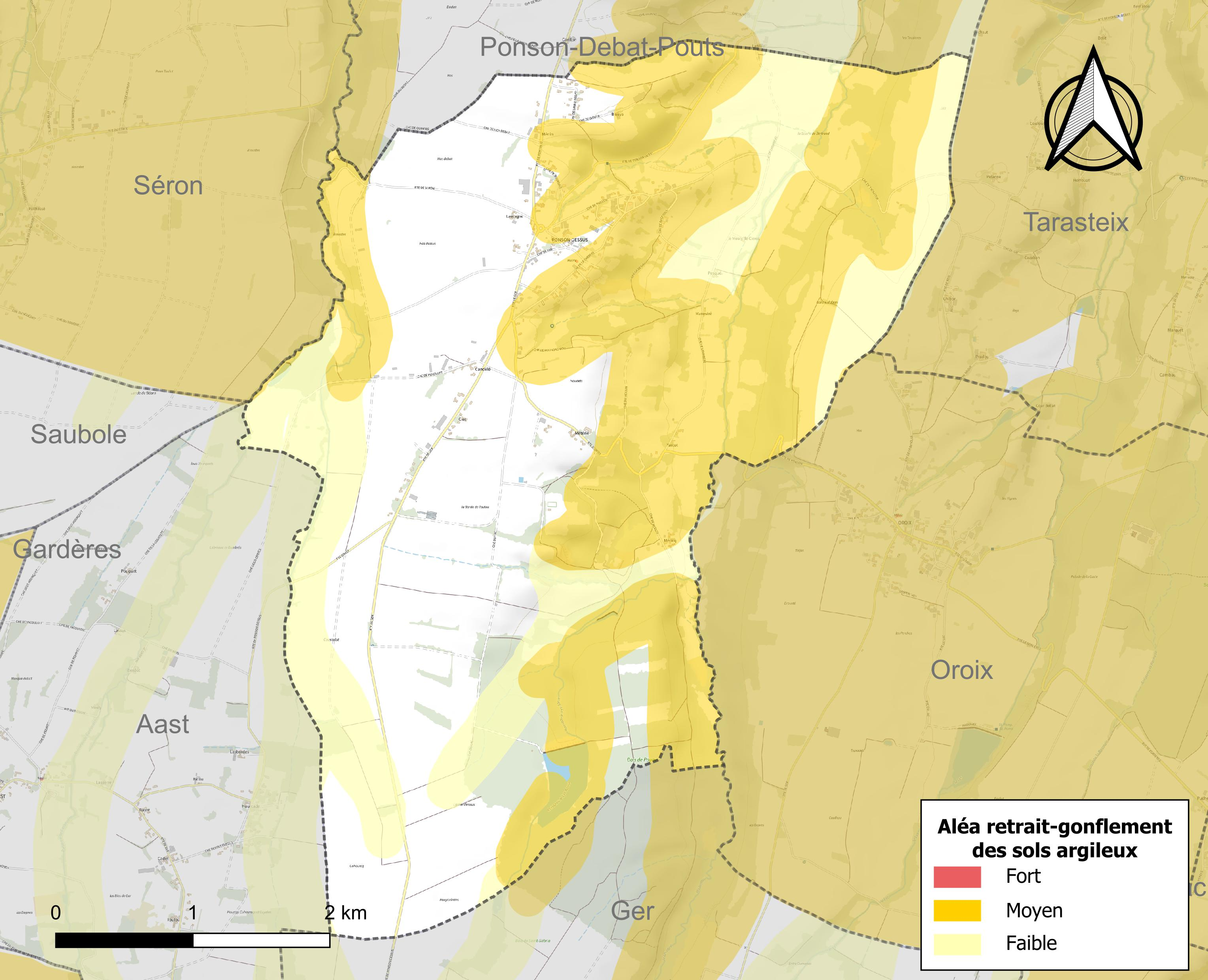
Carte des zones d'aléa retrait-gonflement des sols argileux de Ponson-Dessus.

Le retrait-gonflement des sols argileux est susceptible d'engendrer des dommages importants aux bâtiments en cas d’alternance de périodes de sécheresse et de pluie. 43,6 % de la superficie communale est en aléa moyen ou fort (59 % au niveau départemental et 48,5 % au niveau national). Depuis le 1er octobre 2020, en application de la loi ELAN, différentes contraintes s'imposent aux vendeurs, maîtres d'ouvrages ou constructeurs de biens situés dans une zone classée en aléa moyen ou fort,.

## Toponymie
Le toponyme Ponson-Dessus apparaît sous les formes Ponzo (XIIe siècle, d'après Pierre de Marca), Ponsoo-Susoo (1376, montre militaire de Béarn), Ponso-Dessus et Ponsa-Dessus (respectivement 1385 et 1402, censier de Béarn), Ponssoo-Dessus, Ponsson-Dessuus et Ponçon-Dessus (respectivement 1538, 1546 et 1675, réformation de Béarn).
Son nom béarnais est Ponson-Dessús ou Pounsoû-Dessus.

## Histoire
Paul Raymond note que la commune comptait une abbaye laïque, vassale de la vicomté de Béarn. En 1385, Ponson-Dessus comptait dix-neuf feux et dépendait du bailliage de Montaner.

## Politique et administration
| Période                                  | Période  | Identité            | Étiquette | Qualité                                         |
| ---------------------------------------- | -------- | ------------------- | --------- | ----------------------------------------------- |
| 1995                                     | 2008     | Bernard Lacabanne   |           | Entrepreneur                                    |
| 2008                                     | 2018     | Jean-Claude Lalanne | CPNT      | Agriculteur Décédé en fonctions le 16 juin 2018 |
| 2018                                     | En cours | Serge Parzani       |           | Cadre                                           |
| Les données manquantes sont à compléter. |          |                     |           |                                                 |

### Intercommunalité
Ponson-Dessus fait partie de six structures intercommunales :
- la communauté de communes du Nord-Est Béarn ;
- le SIVOM du canton de Montaner ;
- le SIVOS de la vallée du Lys ;
- le syndicat d'énergie des Pyrénées-Atlantiques ;
- le syndicat intercommunal d'alimentation en eau potable (SIAEP) du Vic-Bilh Montanérès ;
- le syndicat mixte d'eau et d'assainissement de la vallée de l'Ousse.

## Population et société

### Démographie
L'évolution du nombre d'habitants est connue à travers les recensements de la population effectués dans la commune depuis 1793. Pour les communes de moins de 10 000 habitants, une enquête de recensement portant sur toute la population est réalisée tous les cinq ans, les populations de référence des années intermédiaires étant quant à elles estimées par interpolation ou extrapolation. Pour la commune, le premier recensement exhaustif entrant dans le cadre du nouveau dispositif a été réalisé en 2004.

En 2022, la commune comptait 258 habitants, en évolution de +0,39 % par rapport à 2016 (Pyrénées-Atlantiques : +3,78 %, France hors Mayotte : +2,11 %).
| 1793 | 1800 | 1806 | 1821 | 1831 | 1836 | 1841 | 1846 | 1851 |
| ---- | ---- | ---- | ---- | ---- | ---- | ---- | ---- | ---- |
| 326  | 307  | 350  | 344  | 366  | 386  | 400  | 400  | 399  |

| 1856 | 1861 | 1866 | 1872 | 1876 | 1881 | 1886 | 1891 | 1896 |
| ---- | ---- | ---- | ---- | ---- | ---- | ---- | ---- | ---- |
| 402  | 423  | 401  | 401  | 412  | 404  | 381  | 405  | 414  |

| 1901 | 1906 | 1911 | 1921 | 1926 | 1931 | 1936 | 1946 | 1954 |
| ---- | ---- | ---- | ---- | ---- | ---- | ---- | ---- | ---- |
| 332  | 346  | 334  | 293  | 251  | 227  | 217  | 226  | 215  |

| 1962 | 1968 | 1975 | 1982 | 1990 | 1999 | 2004 | 2006 | 2009 |
| ---- | ---- | ---- | ---- | ---- | ---- | ---- | ---- | ---- |
| 221  | 207  | 181  | 212  | 227  | 234  | 246  | 259  | 250  |

| 2014 | 2019 | 2022 | - | - | - | - | - | - |
| ---- | ---- | ---- | - | - | - | - | - | - |
| 251  | 260  | 258  | - | - | - | - | - | - |

## Culture locale et patrimoine

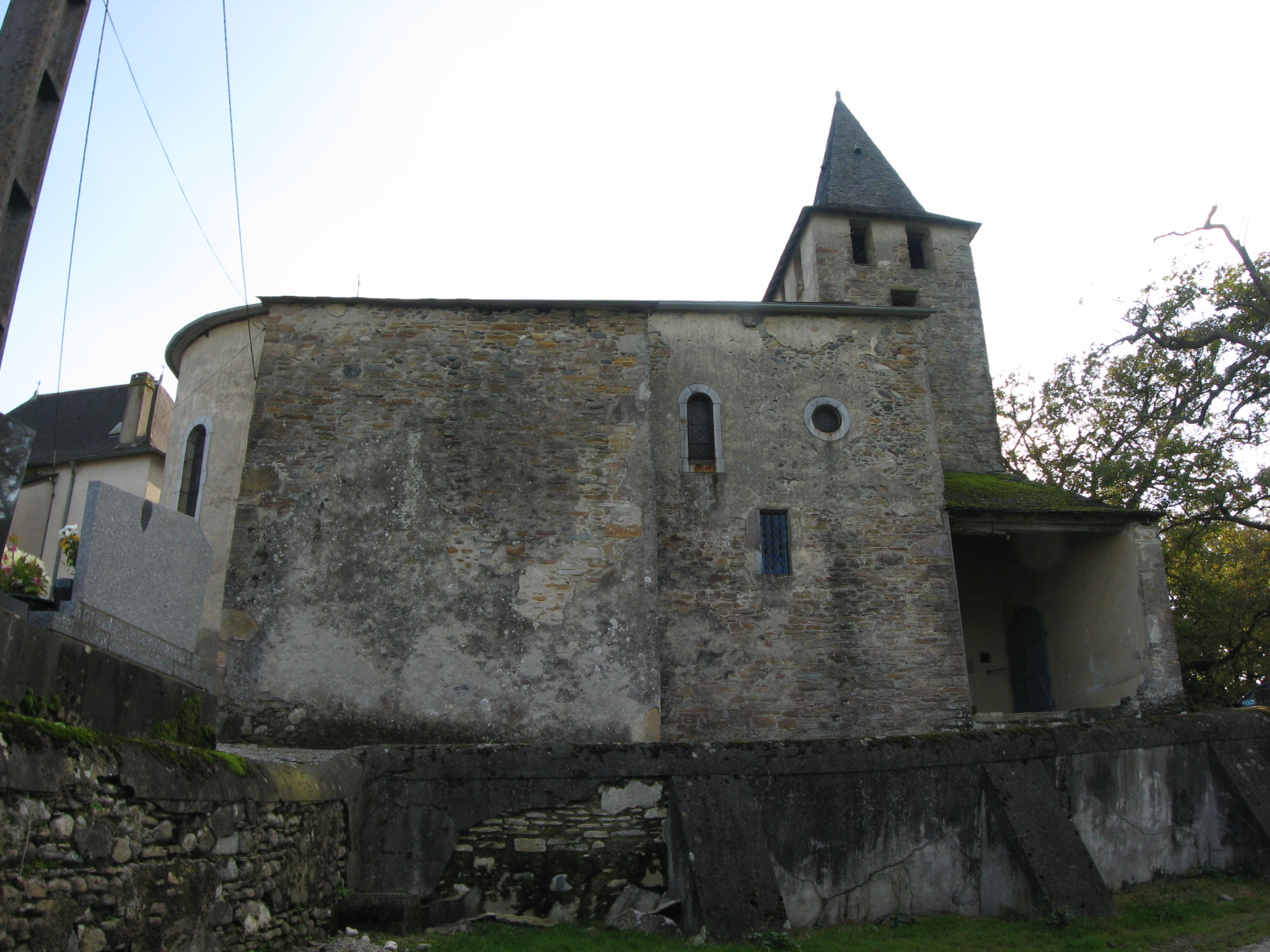
L'église, vue latérale.

La fête communale est célébrée en commun avec Ponson-Debat-Pouts le premier week-end du mois d'août.

### Patrimoine civil
Les vestiges d'un ensemble fortifié au lieu-dit Saint-Laurent, datant du haut Moyen Âge, témoignent du passé ancien de la commune.
Ponson-Dessus présente un ensemble de fermes des XVIIIe et XIXe siècles.

### Patrimoine religieux
L'actuelle église Saint-Laurent, deuxième du nom dans la commune, la première ayant été détruite vers 1880, date de 1868. Elle recèle du mobilier, des statues et des objets inscrits à l'inventaire général du patrimoine culturel.

## Équipements
Éducation
Ponson-Dessus dispose d'une école élémentaire.
Loisirs
Une salle des fêtes se trouve au centre de la commune. Ce foyer permet de recevoir tous types de manifestations festives. L'association de gestion du foyer des deux Ponson (AGF2P) en gère le fonctionnement.